# Nagaina olivacea
Nagaina olivacea là một loài nhện trong họ Salticidae.
Loài này thuộc chi Nagaina. Nagaina olivacea được Pelegrin Franganillo-Balboa miêu tả năm 1930.